# 20-mm-Tarasque
Die 20-mm-Tarasque ist eine französische Maschinenkanone im Kaliber 20 mm.

## Geschichte
Mit dem neuerlichen Aufbau der französischen Streitkräfte nach dem Zweiten Weltkrieg benötigten die Franzosen ein effektives Flugabwehrgeschütz gegen tieffliegende Flugzeuge und Helikopter. Aus der Entwicklungsarbeit entstand die vierrohrige Fk 1. Um eine höhere Mobilität und den Einsatz auf einem Gefechtsfeld zu garantieren, wurde die einrohrige Version Tarasque geschaffen. Die Waffe ist so leicht konstruiert, dass sogar Jeeps und leichte Lkw zum Transport dienen können. Durch einen Transport mit Hubschraubern (auch mit leichten), kann eine effektive Luftverlastbarkeit innerhalb des Gefechtsfeldes garantiert werden. Obwohl hauptsächlich für die Luftverteidigung konzipiert, kann Tarasque auch im Erdkampf eingesetzt werden.

## Technik
Beim Tarasque-System wurde bewusst auf komplizierte Rohrrücklaufmechanismen und andere Gewicht erzeugende Zusatzgeräte verzichtet. Ein Schutzschild gegen Feindfeuer fehlt. Höhen- und Seitenrichten erfolgt hydraulisch über eine Motorpumpe. Sollte diese ausfallen, kann auch im Handbetrieb gerichtet werden. Ist das Geschütz vom Transporter abgehängt, ist es innerhalb von 20 Sekunden feuerbereit. Die Bedienmannschaft besteht aus drei Soldaten.

## Technische Daten
- Kaliber: 20 mm
- Gefechtsgewicht: 650 kg
- Rohrlänge: 2,06 m
- Höhenrichtbereich: −8° bis +83°
- Seitenrichtbereich: 360°
- Munitionstyp/Gewicht: hochexplosiv/125 g
- Mündungsgeschwindigkeit: 1050 m/s
- effektive Schusshöhe: 2000 m